# به مبارزه طلبیدن مرگ
به مبارزه طلبیدن مرگ (به انگلیسی: Death Defying Acts) فیلمی محصول سال ۲۰۰۷ و به کارگردانی گیلیان آرمسترانگ است. در این فیلم بازیگرانی همچون گای پیرس، کاترین زیتا جونز، تیموتی اسپال و سورشا رونان ایفای نقش کرده‌اند.